# Карел Томан
Карел Томан (псевд. Антоніна Бернашека, Antonín Bernášek; 25 лютого 1877, Коковіце, Чехія — 12 червня 1946, Прага) — чеський поет, журналіст та перекладач з французької. Майстер верлібру, представник так званої генерації анархістських творців.

## Творча біографія
Дебютував збіркою поезій «Казки крові» (1898). Наступні збірки: «Торс життя» (1902), «Меланхолійна мандрівка на прощу» (1905), «Вірші родинні та інше» (1918), «Місяці» (1918), «Голоси тиші» (1923).
З 1917 був редактором газети Národní listy. Друкувався у часописах Niva, Lumír, Země, Lípa, а після Першої Світової війни у Lidové noviny.
Уславився богемним життям і пристрастю до мандрівок по міжвоєнній Європі.

## Переклади українською
Твори Томана перекладав поет Розстріляного відродження Дмитро Загул. Вірші «Довгий біль, короткі дні», «Пісня», «Паризька Артеміда» у перекладах Загула з'явилися 1927 у ж. «Життя і революція» та 1990 у збірці «Дмитро Загул. Вірші».